# جينجر كلارك
جينجر كلارك (بالإنجليزية: Ginger Clark)‏ هو لاعب كرة قاعدة أمريكي، ولد في 7 مارس 1879 في ووستير في الولايات المتحدة، وتوفي في 10 مايو 1943 في ليك تشارلز في الولايات المتحدة.

## وصلات خارجية
- جينجر كلارك على موقعبيزبول رفرنس.كوم (الدوري الرئيسي) (الإنجليزية)
- جينجر كلارك على موقع مشجعي الرسوم البيانية (الإنجليزية)